# Krasnoarmiske (Crimea)
|  | Per a altres significats, vegeu «Krasnoarméiskoie». |

Krasnoarmiske  (en ucraïnès: Красноармійське, en rus: Красноармейское, Krasnoarméiskoie) és un poble de la República Autònoma de Crimea a Ucraïna, que el 2014 tenia 765 habitants. Pertany al districte rural de Krasnoperekopsk.